# 岩村裕美
岩村裕美（いわむら ゆみ、1981年6月30日）は大阪府出身の日本の元バスケットボール選手である。ポジションはシューティングガード。ニックネームは「ユミ」。

## 経歴と人物
五領中学校から大阪薫英高校、大阪薫英女短を経て、日本航空に入社。
バスケットボール選手と国内線のキャビンアテンダント（客室乗務員）を兼任していた。
2007年アジア選手権日本代表に選ばれる。
2011年引退し、日本航空を退社。引退後は山口県のクラブチーム、エンジェルに所属し、山口県代表として国体に出場した。2012年、新潟アルビレックスBBラビッツに復帰。2015年引退。2016年から園田学園女子大学バスケットボール部のアシスタントコーチ、2023年現在は社会人チームの播磨ホワイトバックスのヘッドコーチをつとめる。

## 受賞歴
- 04-05シーズン 3ポイント王
- 05-06シーズン Wリーグベスト5
- 05-06ファイナルシリーズ 特別賞
- 09-10シーズン 得点王
- 09-10シーズン Wリーグベスト5

## 参照
1. ↑  “岩村が新加入へ、元日航主将　BBラビッツ”. (2012年4月13日) 2012年4月13日閲覧。